# Раевский, Дмитрий Сергеевич
Дми́трий Серге́евич Рае́вский (2 апреля 1941, Москва — 13 марта 2004, там же) — советский и российский историк, археолог, специалист по скифской археологии. Доктор исторических наук, заведующий Отделом Древнего Востока Института востоковедения АН СССР.

## Биография
Родился в Москве 2 апреля 1941 года. В 1959 году поступил на исторический факультет МГУ, специализировался по кафедре археологии. Учился на вечернем отделении, одновременно работая подсобным рабочим в художественном отделе Государственного исторического музея. Окончив университет, работал в массовом (экскурсионном) отделе музея.
В 1968—1971 годах учился в аспирантуре при кафедре археологии МГУ. В 1971 году защитил кандидатскую диссертацию «Этнический и социальный состав населения Неаполя Скифского». С 1971 года — младший научный сотрудник Института востоковедения АН СССР (сектор «Историко-культурных связей советского и зарубежного Востока», руководитель Б. А. Литвинский). В 1995—1997 годах был главой Отдела Древнего Востока. В 1988 году защитил докторскую диссертацию на тему «Социальные и культурные концепции древних иранцев по материалам Скифии».
Последние пять лет жизни был серьезно болен.
С 2005 года в Отделе истории и культуры Древнего Востока ежегодно проводится конференция памяти Э. А. Грантовского и Д. С. Раевского.

## Семья
- Отец — Сергей Михайлович Громбах (1909—1987) — доктор медицинских наук, профессор, специалист в области гигиены детей и подростков, исследователь истории отечественной медицины, автор работ «Русская медицинская литература XVIII века» (М., 1953), «Вопросы медицины в трудах М. В. Ломоносова» (М., 1961), «А. С. Пушкин и медицина его времени» (М., 1989).
- Жена — Татьяна Алексеевна Раевская.
- Дочь — Ксения Дмитриевна Раевская (Никольская)

## Научная деятельность
Область научных интересов — скифская цивилизация.
Одно из главных научных достижений — реконструкция идеологии скифов, народа, не обладающего письменной культурой, выполненная на основе анализа памятников скифской археологической культуры.
В работе «Очерки идеологии скифо-сакских племен (опыт реконструкции скифской мифологии)» (1977) в качестве основных источников задействованы памятники скифской культуры и античные свидетельства о скифах. Большое внимание уделено генеалогической легенде скифов в изложении Геродота. Была предложена полная реконструкция системы скифских мифологических представлений.
Монография «Модель мира скифской культуры. Проблемы мировоззрения ираноязычных народов евразийских степей I тыс. до н. э.» (1985) посвящена изучению скифского изобразительного искусства как динамичной семиотической системы и соотнесению с ней скифского фольклора, дошедшего в передаче античной традиции. В книге дается семантическая интерпретация золотой пекторали из Толстой Могилы, трактуемой как космограмма.
Формирование скифского звериного стиля рассмотрено в книге «Ранние скифы и древний Восток. К истории становления скифской культуры» (1992), написанной в соавторстве с М. Н. Погребовой и посвященной ранней истории скифов. По Д. С. Раевскому, скифский звериный стиль — это совершенно новое искусство, созданное путем переработки ряда изобразительных мотивов, заимствованных во время пребывания скифов в Передней Азии.
Скифское искусство исследователь предлагал рассматривать как часть иранского и, шире, индоиранского мира. Скифский звериный стиль, по его гипотезе, создавался по тем же канонам, по которым индоиранские поэты создавали гимны. Эти идеи легли в основу монографии, вышедшей уже после смерти Д. С. Раевского «Визуальный фольклор. Поэтика скифского звериного стиля» (2013).

## Основные работы

### Монографии
- Очерки идеологии скифо-сакских племен: Опыт реконструкции скифской мифологии. — М.: Наука, 1977. — 216 с.
- Модель мира скифской культуры: Проблемы мировоззрения ираноязычных народов евразийских степей I тыс. до н. э. — М.: Наука, 1985. — 256 с.
- Ранние скифы и древний Восток. К истории становления скифской культуры. — М.: Наука, 1992. — 260 с. (в соавт. с М. Н. Погребовой).
- Scythian mythology. — Sofia: Secor publ., 1993. — 141 с.
- Закавказские бронзовые пояса с гравированными изображениями. — М.: Восточная литература, 1997. — 150 с. (в соавт. с М. Н. Погребовой).
- Очерки истории народов России в древности и раннем средневековье. — М.: Школа «Языки русской культуры», 1998. — 384 с. (в соавт. с В. Я. Петрухиным).
- Мир скифской культуры. — М.: Языки славянских культур, 2006. — 598 с.
- Визуальный фольклор. Поэтика скифского звериного стиля. — М.: ИВ РАН, 2013. — 273 с. (соавторы С. В. Кулланда, М. Н. Погребова)[8]

### Статьи
- О местоположении древнего Евпатория // Вестник древней истории. — 1968. — № 3. — С. 127—133.
- Скифы и сарматы в Неаполе (по материалам некрополя) // Проблемы скифской археологии. — М., 1971. — С. 143—151.
- Эллинские боги в Скифии? (К семантической характеристике греко-скифского искусства) // Вестник древней истории. — 1980. — № 1. — С. 49—71.
- К вопросу об отложившихся скифах (Herod., IV, 22) // Вестник древней истории. — 1989. — № 1. — С. 45—65. (в соавт. с Μ. Η. Погребовой)
- О знаковой сущности вещественных памятников и о способах ее интерпретации // Проблемы интерпретации памятников культуры Востока. — М.: Наука, 1991. — С. 207—232. (в соавт. с Е. В. Антоновой)
- Геродот, Геракл и скифы // Троя. — 1992. — № 1. — С. 64—71.
- Ранние скифы в свете письменной традиции и археологических данных // Вестник древней истории. — 1993. — № 4. — С. 110—118. (в соавт. с М. Н. Погребовой)
- История Зодиака: факты, гипотезы, реконструкции // Вестник древней истории. — 1995. — № 1. — С. 193—199.
- Ранние скифы: среда обитания и хозяйственно-культурный тип // Вестник древней истории. — 1995. — № 4. — С. 87—96.
- К культурно-исторической интерпретации памятников звериного стиля из Жаботинского кургана № 2 // Евразийские древности. — М., 1999. — С. 260—274. (в соавт. с М. Н. Погребовой).
- «Уйгаракский аргумент» в контексте дискуссии о происхождении звериного стиля скифской эпохи // Российская археология. — 2001. — № 4. — С. 45—52. (в соавт. с М. Н. Погребовой)
- Скифский звериный стиль: поэтика и прагматика // Древние цивилизации Евразии. История и культура. — М.: Восточная литература, 2001. — С. 364—382.
- Scythica sub specie iranicorum (Скифская тематика в трудах Э. А. Грантовского) (в соавт. С. В. Кулландой) // Вестник древней истории. — 2002. — № 4. — С. 213—226.
- Археология и семиотика // Структурно-семиотические исследования в археологии. Т. 1. — Донецк, 2002. — С. 11-23. (в соавт. с Е. В. Антоновой)
- Scythian Cultural Cliches: Aspects of Interpretation // Nartamongae. The Journal of Alano-Ossetic Studies. Epic, Mythology and language. — Vladikavkaz; Paris, 2002. — Vol. 1. — № l. — p. 1—10.
- Скифия (раздел главы «Степная и лесостепная Евразия в I тыс. до н. э.») // История татар с древнейших времен: В 7 т. Т. 1: Народы степной Евразии в древности. — Казань: Рухият, 2002. — С. 77—92.
- Эминок в ряду владык Скифии // Вестник древней истории. — 2004. — № 1. — С. 79—95. (в соавт. с С. В. Кулландой)